# Mantis macrocephala scanda
Mantis macrocephala scanda es una subespecie de mantis de la familia Mantidae.

## Distribución geográfica
Se encuentra en Tayikistán.